# 2022年克里米亞大橋爆炸事件
2022年10月8日上午6点7分（莫斯科时间），正值俄羅斯入侵烏克蘭期間，克里米亞大橋公路橋段突然發生爆炸，導致鐵路橋上七個貨運油罐车起火，造成三人死亡，也導致公路橋的部分路面倒塌。2023年7月8日，烏克蘭國防部副部长漢娜·馬利亞爾承认对克里米亚大桥的袭击是烏克蘭所為。

## 背景

### 俄羅斯吞併克里米亞
在俄羅斯佔領和吞併克里米亞之後，連接克里米亞半島和克拉斯諾達爾邊疆區的橋樑於2016年2月開始建造，橋樑建造的目的，旨在將俄羅斯吞併的克里米亞與俄羅斯大陸連接起來，以進一步支持俄羅斯對該地區的控制。俄羅斯當局曾表示建造這座橋是「歷史使命」，是俄羅斯擁有克里米亞的關鍵任務之一。
2018年5月，18.1公里的橋梁道路部分工程完工，2019年12月，鐵路橋部分亦建成通車。大橋的開通被認為是普京最偉大的成就之一。

### 俄羅斯全面入侵烏克蘭
隨著2022年俄羅斯入侵烏克蘭的開始，這座橋被用來供應俄羅斯軍隊在俄烏戰爭的南部戰線的補給。
2022年8月，烏克蘭總統辦公室的一名顧問接受衛報採訪時表示：「這是一個非法建築，也是在克里米亞向俄羅斯軍隊提供補給的主要門戶。此類物體應該被銷毀。」烏克蘭官員和軍方一直表示他們打算摧毀克里米亞大橋，認為它是合法的軍事目標。一名烏克蘭武裝部隊少將表示，一旦烏克蘭有武器，這座橋將成為「第一目標」。
开战后，尽管该桥在乌克兰现有武器射程之外，俄罗斯还是对该桥加以重重保護，布置了角反射器和守卫部队。。爆炸前一周，俄羅斯簽署了一項關於吞併烏克蘭四州的法令，之後俄羅斯繼續以核武器威脅烏克蘭，以防其對被吞併領土發動攻擊。

## 攻擊

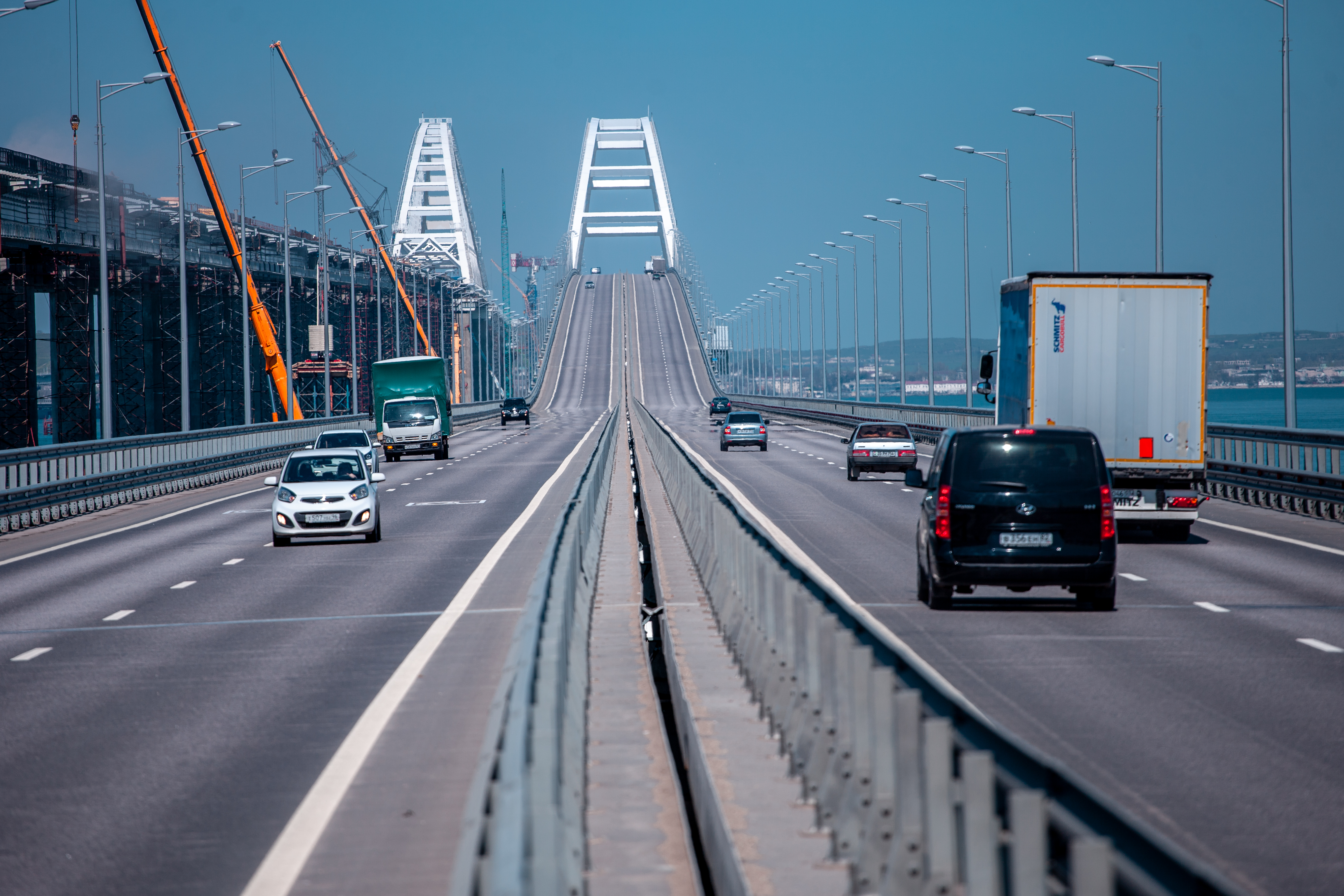
克里米亚大桥

2022年10月8日，克里米亞大橋公路橋發生爆炸。 克里米亞鐵路新聞處表示，上午6:05，安裝在鐵路橋的鐵路軌道檢查器顯示發生事故，其後發現橋上一輛貨運列車的尾部起火。由於爆炸，公路橋部分路面倒塌，因此公路和鐵路交通被停止。
最初，公布火災的可能原因有兩個，分別是：一輛運載油的火車在鐵路橋爆炸，以及一輛卡車在公路橋爆炸。 期後俄羅斯聯邦表示，一輛貨車在公路橋發生爆炸，並且導致鐵路橋上七個貨運油罐車起火。
在2023年7月烏方確認前，並沒有人正式對爆炸承認責任。而烏克蘭媒體乌克兰真理报和烏克蘭獨立新聞社引述消息表示，這是烏克蘭國家安全局的行動。。此外，據紐約時報引述匿名烏克蘭高官承認，是烏克蘭情報部門策劃襲擊，涉及一枚炸彈，裝載在一輛駛過大橋的貨車。
2022年10月10日，俄羅斯總統普京表示，克里米亞大橋爆炸的幕後黑手，是烏克蘭的特工人員，形容是恐怖主義行為。
英国广播公司引述軍事爆炸品專家指出，該貨車並不像汽车炸弹，認為這次爆炸可能是由橋下海上無人裝置造成。報道又指，在大橋爆炸前一刻，橋樑支柱附近出現小船產生波浪。

## 傷亡
據俄罗斯侦查委员会表示，有三人死於爆炸，其中一男一女坐在貨車旁邊的一輛車，事后从海中捞起。

## 調查
俄罗斯总统普京下令，成立了一個特別委員會調查爆炸，委員會成員包括緊急情況部、交通運輸部、联邦安全局、內政部和國民警衛隊的代表。 調查委員會對爆炸展開了刑事調查。特勤部門的代表指出，大橋入口處已經安裝監測器偵測可疑貨物，但在事件中未能檢測到裝有爆炸品的貨車。
俄羅斯國家反恐委員會報告表示：
「今天莫斯科時間06:07（格林尼治標準時間03:07），塔曼半島一側克里米亞橋高速公路上的一輛貨車發生爆炸，引致正前往克里米亞半島的火車上七個油缸大火。橋樑上的兩段路面部分坍塌。」

### 涉事貨車
調查人員鎖定爆炸貨車車主是25歲俄羅斯男子薩米爾·尤蘇博夫（Samir Yusubov），他居於南部克拉斯诺达尔边疆区，事發時是他的52歲堂叔馬希爾（Makhir Yusubov）駕駛貨車。
尤蘇博夫否認與克里米亞大橋爆炸有關，聲稱貨車是馬希爾使用，他從事貨物運輸，通常透過一個網站安排工作。尤蘇博夫稱，馬希爾在大橋爆炸後失去音訊。
俄方調查认为，襲擊中使用的炸藥，收藏在多卷包裝塑膠膜中，從敖德薩經保加利亞、格魯吉亞和亞美尼亞，運到俄羅斯。

### 拘捕
俄羅斯聯邦安全局12日發布聲明指出，針對爆炸，當局已拘捕8名嫌犯，當中包括5名俄羅斯人、3名烏克蘭人和1名亞美尼亞公民。

## 各方反應

### 俄羅斯
俄羅斯總統弗拉基米尔·普京表示，克里米亞大橋爆炸的幕後黑手，是烏克蘭的特工人員，並認定大橋爆炸是恐怖主義行為。
俄羅斯任命的克里米亞領導人弗拉基米爾·康斯坦丁諾夫指責「烏克蘭破壞者」应對此負責。俄羅斯總統普京就克里米亞大橋襲擊事件下令成立政府委員會。
俄羅斯外交部發言人扎哈羅娃則在Telegram上寫道：「基輔政權對破壞民用基礎設施的反應，證明其恐怖主義本質。」
普京前顧問馬可夫認為，克里米亞大橋事件宛如「恐襲」，且是「美國及其烏克蘭代理政權朝紅線推進的證據」，質疑「俄羅斯沒反應」
俄羅斯聯邦委員會成員道格夫則指此事件為「傀儡基輔政權恐怖主義性質的另一個險惡表現」，直言「必須明確對待恐怖主義人士！」
烏克蘭親俄分離地區，盧甘斯克人民共和國代表米洛什尼克表示：「橫跨第聶伯河的烏克蘭大橋無損，反觀克里米亞大橋爆炸，相當荒謬。」
遭西方制裁的俄羅斯脫口秀主持人弗拉基米爾·索洛維約夫在Telegram上寫道：「是時候回應了，用所有方式」，並表示烏克蘭「必須邁向黑暗時刻」，呼籲俄軍摧毀橋梁、水壩、鐵路、電廠等基礎建設。

### 烏克蘭
截至2022年10月8日，烏克蘭政府並未就該事件發表官方聲明。
烏克蘭總統弗拉基米尔·泽连斯基在8日晚間講話中表示：「今天不是糟糕的一天，烏克蘭領土上陽光明媚。不幸的是，今天的克里米亞烏雲密佈。」
烏克蘭政府官方Twitter賬號上發佈「極度羞辱」（sick burn）來回應火災。
烏克蘭總統辦公室主任顧問波多利亞克表示「所有非法的東西都應該被摧毀，所有被盜的東西都必須歸還烏克蘭，所有被俄羅斯佔領的東西都應該被摧毀。」部分媒體將有關說法解讀為烏克蘭承認發動襲擊。此外，波多利亞克在總統府發布的評論中表示，「值得注意的是，根據所有跡象，爆炸的卡車是從俄羅斯一側進入大橋。因此，針對這起事件，應向俄羅斯尋求答案。」
烏克蘭國防部將克里米亞大橋的爆炸與莫斯科號巡洋艦沉沒同时提及：「導彈巡洋艦莫斯科號和克里米亞大橋——俄羅斯在烏克蘭克里米亞的兩個臭名昭著的象徵——已經倒塌。下一個輪到什麼，俄羅斯人？」
乌克兰国家安全与国防事务委员会主席阿列克谢·达尼洛夫在社交媒體上發布了一段大橋的影片，以及一段瑪麗蓮·夢露演唱《生日快樂，總統先生》的影片。爆炸發生在俄羅斯總統弗拉基米爾·普京生日的第二天。

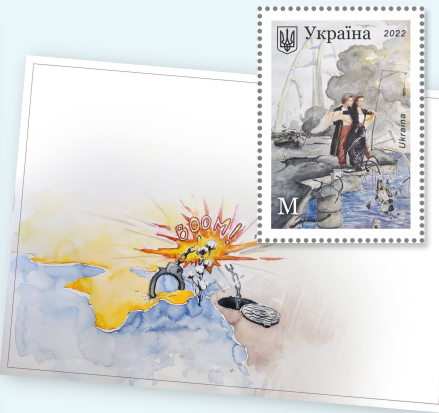
乌克兰邮政发行的纪念邮票与首日封信封

烏克蘭郵政在10月8日宣布將發行一套諷刺俄羅斯和克里米亞大橋爆炸為主題的新郵票，設計採用電影「鐵達尼號」男女主角站在船首的姿勢，郵票上的他們是站在克里米亞大橋的斷橋上。宣傳寫說「克里米亞大橋，再來一次！」，首封信封還有手銬圖案，在地圖上將克里米亞和俄羅斯銬起來。預計11月初發行。也有民眾立刻以克里米亞大橋爆炸受損畫面設計郵票，在網路上流傳；甚至做成看板，民眾樂得拍照合影留念。總幹事伊霍爾·斯梅利揚斯基發文稱郵票中是克里米亞大橋「或更準確地說，是它剩下的部分」。
烏克蘭第二大銀行Monobank於同日宣布推出一款以爆炸受損的克里米亞大橋為特色的新扣賬卡。
烏克蘭畫家隨即繪製一幅描繪克里米亞大橋爆炸一刻的巨型畫作，放置於首都基輔市內，迅即成為烏克蘭民眾打卡熱點，紛紛笑着自拍。
2023年5月27日，烏克蘭國家安全局局长承认該機構參與了克里米亞大橋爆炸事件，局長還表示因為克里米亚大桥属于俄方后勤补给线，因此烏克蘭方面必須要採取一些措施予以切斷。7月8日，乌克兰国防部副部长也承认对克里米亚大桥的袭击是烏克蘭所為。

### 國際
愛沙尼亞外交部長乌尔玛斯·雷因萨鲁對爆炸表示歡迎，向可能參加此次活動的「烏克蘭特種部隊」表示祝賀。他回憶說，烏克蘭當局長期以來一直稱克里米亞大橋是可襲擊的目標。
歐洲議會波蘭議員罗伯特·比德隆說：「真是慰藉心靈，特別因為昨天是普京的生日。普京收到這樣的禮物真好。我希望他收到更多。烏克蘭人正在摧毀俄羅斯（在被佔領的克里米亞）的非法基礎設施。」
斯洛伐克国防部长雅罗斯拉夫·纳吉在其Facebook上說爆炸是因为普京生日蛋糕上的蜡烛太多了。
比利時前首相居伊·伏思达在Twitter上寫道：「烏克蘭送給普京的生日禮物……」
。

## 後續

### 影响与响应
俄羅斯聯邦交通運輸部宣布，重新啟動在克里米亞大橋建成之前已運營，穿越刻赤海峽的渡輪服務。克里米亞最初對雜貨和燃料的銷售施加了限制。兩個小時後，塞瓦斯托波爾宣布解除限制。
克里米亞大橋爆炸後，克里米亞半島當局已採取行動安撫人民，表示當地不會出現燃料短缺問題。塞凡堡市長拉茲沃扎耶夫（Mikhail Razvozhaev）在Telegram說：「塞凡堡的汽油足以供40天使用，不會短缺，所以沒有必要囤積燃料，各種產品的情況也是這樣。」
克里米亞大橋是俄烏戰爭南部戰區，俄羅斯與克里米亞半島之間重要的交通樞紐。隨著橋樑的關閉，當地居民離開克里米亞變得更加困難，儘管仍然有其他方式離開當地，包括使用港口。
俄羅斯軍隊的後勤保障因橋上的爆炸而受阻。據英國國防部稱，大橋上的運輸“能力將嚴重下降”。但是烏克蘭南部沿岸還有一條陸上走廊（儘管受到攻擊的風險更高），而且俄羅斯更依賴鐵路運輸軍事裝備，意味著虽然卡車不能通过大桥，但不是主要問題。俄羅斯國防部10月8日表示，當局將改透過海上走廊及陸地走廊，運補物資給烏克蘭南部的俄軍。而克里米亞大橋被破壞的象徵意義也极其重要。這座橋是2018年才完工的，所以沒有長期依賴，並考慮到普京與這座橋的個人聯繫，最大的打擊可能是心理上的，俄羅斯民衆將其與俄羅斯巡洋艦莫斯科號的沉沒相比。
10月8日，俄羅斯总统普京下令要求將大橋的安全置於俄羅斯聯邦安全的最重要的位置。他签署命令，授权俄羅斯聯邦安全局对克里米亚大桥等设施加强保护。

### 报复行动
大橋遇襲後的第二天深夜烏克蘭東南部城市扎波罗热的平民住宅遭到俄軍導彈攻擊，扎波羅熱市政局最初公布至少有17人在襲擊中喪生。雖然扎波羅熱在克里米亞大橋爆炸前經常遭到俄軍的無差別砲擊，但英國天空電視台引述軍事學專家指，這次襲擊平民住宅極有可能是俄方蓄意針對克里米亞大橋事件的報復行為。 
大橋爆炸的兩天後即10月10日早上俄方發動了另一輪大規模空襲，烏克蘭首都基輔、西部城市利沃夫、中南部城市第聂伯罗、蘇梅、日托米爾、赫梅利尼茨基、哈爾科夫等地分別遭受無差別空襲，而基輔上一次遭受空襲是在四個月前，即2022年6月。基辅的地铁全线停运，所有车站作为避难所开放。烏克蘭武裝部隊總司令瓦列里·扎盧日內透露，俄軍至少已發射75枚飛彈，其中有41枚俄軍飛彈被防空系統攔截。烏克蘭內政部長助理透露基輔被轟炸後，至少有8名平民喪生、24人受傷，利維夫部分地區斷電，哈尔科夫市部分地区水电供应中断。

### 修复工程
依靠未受损的半幅桥面，該橋公路桥于10月8日部分恢復通行，放行輕型車輛、大巴，当天晚些时候铁路桥亦恢复通行，但卡車仍必須乘坐渡輪。外界有专家认为，火車可能會以較低的速度和負載過橋。但也有说法称大巴当时不被放行。俄羅斯副總理表示，大橋的受損部分將被拆除，並立即開始維修。計劃於10月9日，潛水員將檢查大橋是否有水下損壞。17日，俄罗斯交通部表示已允许公共汽车在桥上双向通行。
10月月14日，俄罗斯政府在官方网站上表示，克里米亚大桥的修复由下安加尔斯克运输公司负责，工作应在2023年7月1日前完成。
11月9日，克里米亚大桥受损段第一段替补桥面安装完毕，第二段预定将于11月11日安装。2023年2月23日，克里米亚大桥公路桥提前39天完全恢复通车。宣布这一消息的俄罗斯副总理马拉特·胡斯努林说，铁路段计划于7月完成修复。
2023年7月17日，克里米亚公路桥部分再度被炸毁。

## 另見
- 2022年俄羅斯西部襲擊
- 安東諾夫斯基大橋
- 2018年克赤海峽衝突
- 俄羅斯與烏克蘭關係
- 2023年克里米亚大桥爆炸事件